# Педан, Руслан Михайлович
Руслан Михайлович Педан (род. 16 ноября 1994, Анапа, Краснодарский край) — российский хоккеист, защитник.

## Биография
Старший брат Андрей — хоккеист, младший брат Тимофей также занимался хоккеем. Воспитанник «Крыльев Советов», в первой половине 2010-х, как и брат, играл в североамериканских юниорских лигах. Вернувшись, выступал КХЛ за «Сочи» (2016/17 — 2017/18), «Спартак» (2018/19, 2019/20), «Динамо» Рига (2019), «Куньлунь Ред Стар» (2020/21), «Амур» (2021/22, 2022/23), «Витязь» (с 2023/24). Также играл в ВХЛ за «Динамо» СПб (2016), «Дизель» (2017/18), «Химик» Воскресенск (2018/19, 2019/20), в Чехии за «Витковице» (2022).